# In cerca di una mamma
In cerca di una mamma (Sonny Jim in Search of a Mother) è un cortometraggio muto del 1914 diretto da Tefft Johnson.

## Produzione
Il film fu prodotto dalla Vitagraph Company of America.

## Distribuzione
Distribuito dalla General Film Company, il film - un cortometraggio in una bobina - uscì nelle sale cinematografiche statunitensi l'11 febbraio 1914. Ne venne fatta una riedizione distribuita dalla Favorite Films il 18 febbraio 1918.
In Italia, dove venne distribuito dalla Ferrari, ottenne il visto di censura 3114.